# 石塚晴久
石塚 晴久（いしづか はるひさ、1947年10月21日 - ）は、日本の実業家。共立メンテナンス代表取締役会長（創業者）

## 概要
1947年（昭和22年）10月21日、東京都葛飾区出身。東京都立航空工業高等専門学校中退。北海道の道東・知床半島斜里町で、割烹料理屋と蕎麦屋とバーを経営していた会社で2年間、網走市・旭川市で学生寮と飲食店を経営している会社で10年間働く。1979年（昭和54年）4月、札幌市内で学生寮を始めたのが、事業の第1号。9月、共立メンテナンスを設立（代表取締役社長に就任）。10月、受託給食を千葉県松戸市で開始。1980年千葉県佐倉市で、木造2階建て（四畳半が28室）民間学生寮「学生会館」第1号。1985年4月、社会人寮「ドーミー」第1号。1993年6月、本社移転（東京都千代田区外神田）。7月、長野県軽井沢町でリゾートホテル第1号。8月、ドーミーイン谷塚ビジネスホテル第1号（埼玉県）。1994年9月、JASDAQ市場へ上場（店頭登録）。1999年3月、東証二部上場。2001年9月、東証一部上場。2006年（平成18年）6月28日、代表取締役会長に就任。

## 文献
- 『日本と世界が注目する 戦略成長企業』STRATEGY GROWTH COMPANY ISBN 9784778203795 カナリアコミュニケーションズ（2017-03）
- 起業家群像(3)石塚晴久(共立メンテナンス社長)[5]
- 戦略経営者登場 石塚晴久・共立メンテナンス会長 「現代の下宿屋」を標榜する寮運営のアウトソーサー 戦略経営者 TKC[6]
- 共立メンテナンス 石塚晴久社長[7][8]